# Norsk Transportarbeiderforbund
Norsk Transportarbeiderforbund (NTF) är ett norskt fackförbund tillhörande Landsorganisasjonen. Bland de yrkesgrupper förbundet organiserar finns yrkeschaufförer, hamnarbetare, lager- och terminalarbetare och tidningsbud.
NTF bildades 1896 under namnet Bryggearbeidernes Landsorganisasjon. Det anslöts till LO 1907. Förbundet fick sitt nuvarande namn 1918 efter att året dessförinnan gått ihop med Norsk Kjøre- og Handelsarbeiderforbund (bildat 1912). 2016 hade NTF ca 20 000 medlemmar.
NTF har sedan 1899 varit medlem i Internationella Transportarbetarefederationen (ITF).